# Miniang Island
Die Miniang Island (andere Schreibweise Mimang Island) ist eine Binneninsel im Gambia-Fluss im westafrikanischen Staat Gambia.

## Geographie
Die Insel Miniang Island liegt flussabwärts unmittelbar an den Kai Hai Islands. Sie ist ungefähr 480 Meter lang und 130 Meter breit. Die Insel ist ein bevorzugter Nistplatz zahlreicher Reiher.